# Pashk Bardhi
Pashk Bardhi, születési nevén Gjergj Bardhi (Shkodra, 1870. május 4. – Shkodra, 1947. május 10.) albán ferences szerzetes, pedagógus, publicista, néprajzkutató.

## Életútja
Shkodrában született Ndreu Bardhi és Diella Komani gyermekeként. Alapiskoláit a troshani ferences szemináriumban fejezte be, majd Boszniában – főként Kreševóban – folytatott teológiai tanulmányokat, ahol iskolatársa volt Gjergj Fishta és Shtjefën Gjeçovi is. Hazatérését és pappá szentelését követően tizenhárom éven keresztül Mirdita vidékén teljesített lelki szolgálatot, szabadidejében szenvedélyesen gyűjtötte a népszokásokat, népköltészeti alkotásokat és népnyelvi sajátosságokat. Dialektológiai gyűjtéseivel jelentősen hozzájárult a később, 1908-ban Shkodrában kiadott geg albán szótár anyagához. Preng Doçival, Gjergj Fishtával és Ndoc Nikajjal 1899-től alapító tagja volt a Társaság az Albán Nyelv Egységéért vagy röviden Bashkimi (’Egység’) közművelődési társaságnak, amelynek fő célja az egységes albán ábécé kialakítása volt. 1901-től 1905-ig vagy 1906-ig a Borgo Erizzó-i albán diaszpóra tanítóképző alapiskolájában oktatott. Az ott élő albánok körében is kiterjedt néprajzi és népnyelvi kutatásokat végzett, amelyek eredményeiről 1905-ben Gjuha shqype e arbëneshve në Zarë (’A zárai arberesek albán nyelve’) című publikációjában, a dalmáciai albán kolónia történeti múltjáról pedig Faik Konica Albania című lapjában számolt be. Később – különböző álneveken – állandó munkatársa lett a Gjergj Fishta által 1913 októberében útjára indított Hylli i Dritës (’Hajnalcsillag’) című shkodrai ferences folyóiratnak, huszonkilenc esztendőn keresztül pedig a Zâni i Shna Ndout (’Szent Antal Hangja’) című lapnak. Az 1944 utáni kommunista hatalomátvételt követően rövid időre letartóztatták. 1947. május 10-én a shkodrai ferences konventben hunyt el.

## Fordítás
- Ez a szócikk részben vagy egészben  a   Pashk Bardhi című albán Wikipédia-szócikk ezen változatának fordításán alapul.  Az eredeti cikk szerkesztőit annak laptörténete sorolja fel. Ez a jelzés csupán a megfogalmazás eredetét és a szerzői jogokat jelzi, nem szolgál a cikkben szereplő információk forrásmegjelöléseként.